# Theo Jansen

Animación del movimiento de una de sus esculturas.

Theo Jansen (Scheveningen, 1948)  es un artista y escultor cinético que vive y trabaja en los Países Bajos.
Hizo estudios de física en la Universidad de Delft a partir de 1968. En 1981 desarrolló una máquina de pintar en Delft. En 1990 desarrolló los Animaris (animales de playa), dedicándose a diseñar una «nueva naturaleza».
Construye grandes figuras imitando esqueletos de animales que son capaces de caminar usando la fuerza del viento de las playas neerlandesas. Sus trabajos son una fusión de arte e ingeniería. En un anuncio de BMW, Jansen dijo: «Las barreras entre el arte y la ingeniería existen sólo en nuestra mente».
Jansen se dedica a crear vida artificial mediante el uso de algoritmos genéticos. Estos programas poseen evolución dentro de su código. Los algoritmos genéticos se pueden modificar para solucionar variedad de problemas incluyendo diseños de circuitos, y en el caso de las creaciones de Theo Jansen, sistemas muy complejos.

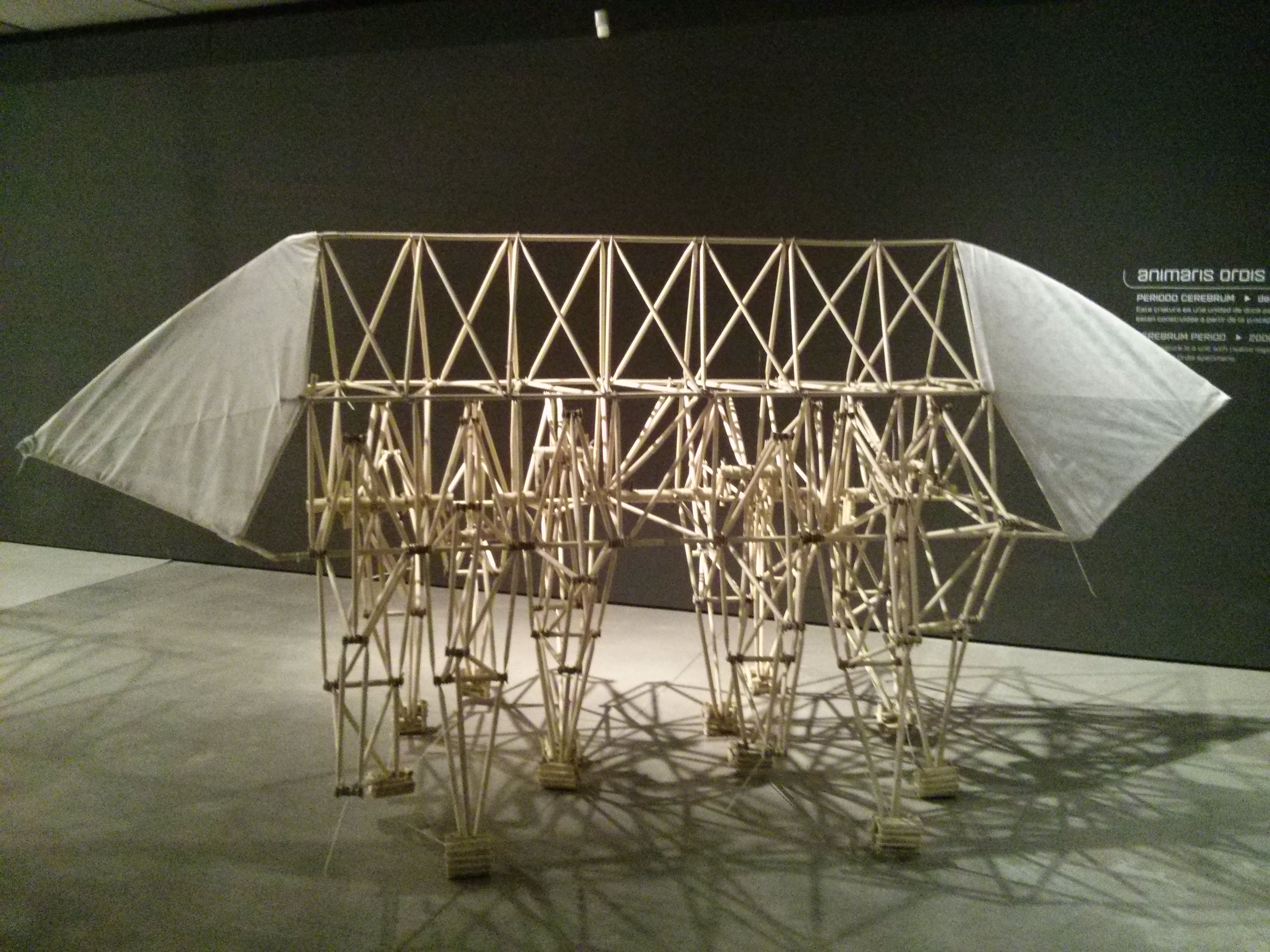
Escultura de Theo Jansen en plástico. Fotografía tomada en una exposición del autor en Madrid en 2015.

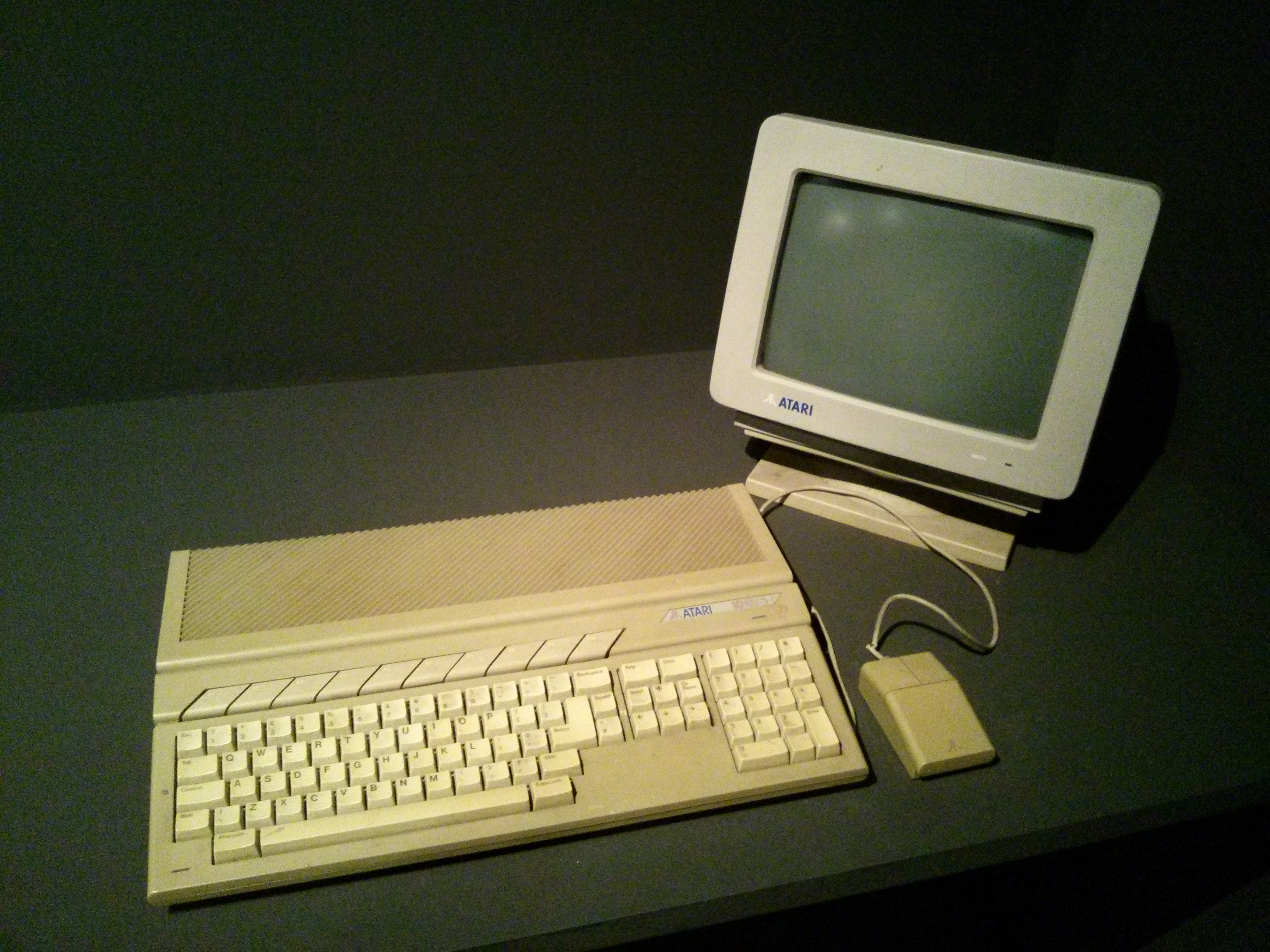
El primer ordenador (de la marca Atari) donde generó y estudió los algoritmos para sus esculturas. Fotografía tomada en una exposición del autor en Madrid en 2015.

Un criterio determinado de aptitud es insertado en el algoritmo; Theo selecciona como criterio que sobrevivan en la playa moviéndose entre las fronteras de arena húmeda cerca al mar y arena seca en el límite con las dunas. Aquellos diseños que tengan el mejor rendimiento en la tarea, dentro de una simulación del entorno, serán hibridados y probados otra vez. Con el tiempo emergen diseños complejos que desarrollan y aletean en la brisa presionando órganos que aparentan botellas plásticas de 2 litros. Brotan también patas articuladas que se desplazan por la arena como las de los cangrejos. Theo usa tubos plásticos para conductos eléctricos para construir algunos de los más prometedores diseños de la computadora. Y luego los suelta en la playa, evalúa sus logros y los mejora.

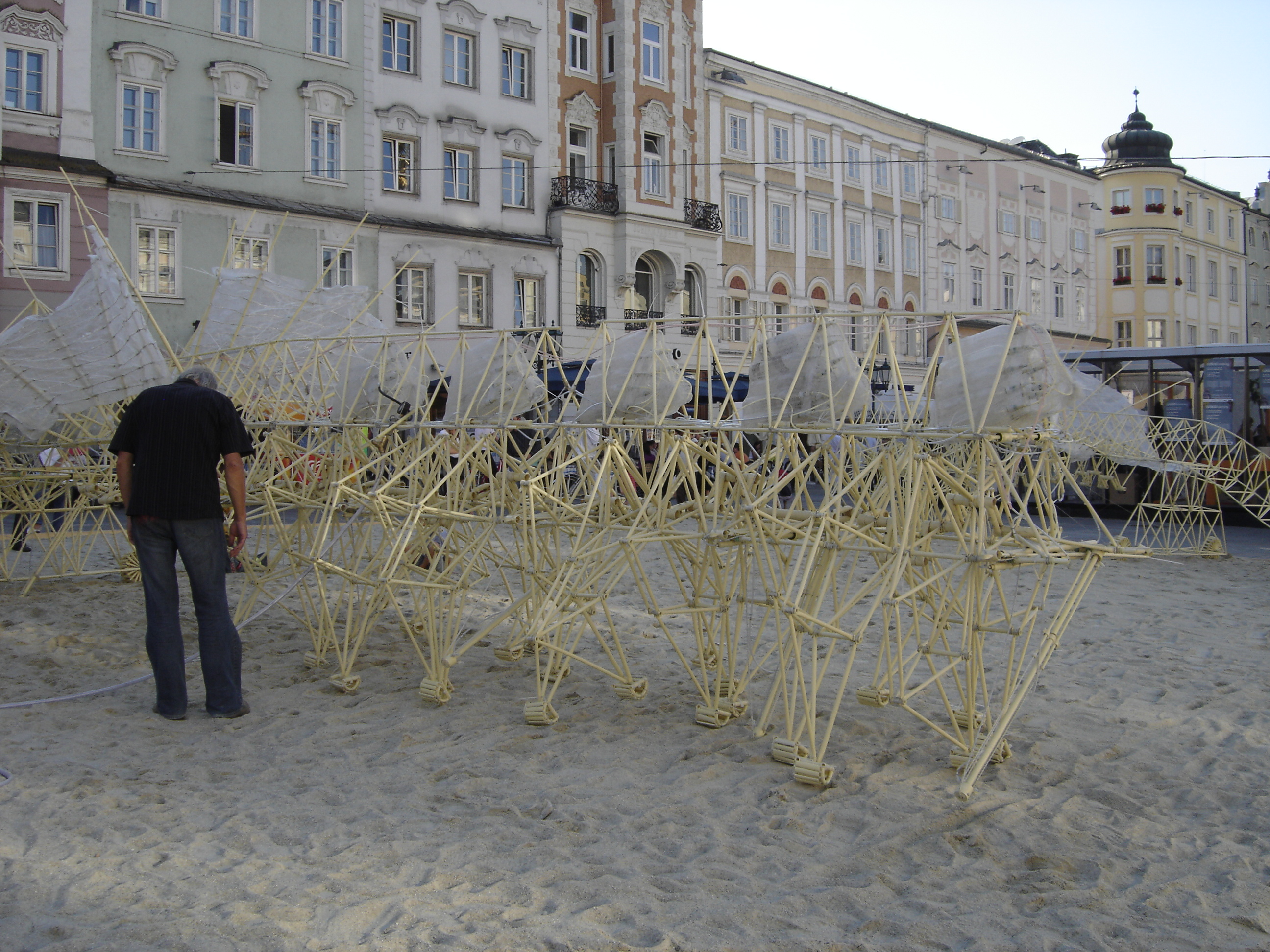
Una de las creaciones de Theo Jansen, exhibida en la ciudad de Linz durante la Ars Electronica 2005.

Según su página web (Strandbeest.com):
Desde hace diez años Theo Jansen ha estado ocupado en la creación de una nueva naturaleza. No usa polen o semillas sino tubos amarillos de plástico como material básico de su nueva naturaleza. Fabrica esqueletos que son capaces de caminar en el viento. A largo plazo, quisiera llevar estas creaciones a playas para que vivan sus propias vidas.

### Videos de sus trabajos
- Theo Jansen: El arte de la creación de criaturas
- Theo Jansen en Art Futura 2005 en YouTube.
- Demostración de una criatura mecánica en YouTube.
- Theo Jansen en un anuncio de BMW en YouTube.
- 4:30 Reuters TV en YouTube. machala machala

- Datos: Q540764
- Multimedia: Theo Jansen / Q540764